# Trichophyton raubitschekii
Trichophyton raubitschekii är en svampart som beskrevs av J. Kane, Salkin, Weitzman & Smitka 1981. Trichophyton raubitschekii ingår i släktet Trichophyton och familjen Arthrodermataceae.   Inga underarter finns listade i Catalogue of Life.